# 明成牧場
有限会社明成牧場（めいせいぼくじょう）は、青森県上北郡横浜町に存在する、競走馬（サラブレッド）の生産、育成を行っていた牧場である。牧場の旧称は明神牧場。

## 主な生産馬
- ビゼンセイリュウ（1981年七夕賞）
- アイノフェザー（1984年クイーンカップ）
- ビゼンニシキ（1984年共同通信杯4歳ステークス、スプリングステークス、NHK杯）
- ソウゴン（2004年ホマレボシメモリアル、カネミノブメモリアル）

## 繋養されていた主な繁殖牝馬
- アイノクレスピン
- アイノフェザー

## 沿革
- 1977年 - 「有限会社明成牧場」設立。
- 2008年 - 残っていた繁殖牝馬を売却、この年限りで競走馬生産を終了。